# 星加雪乃
星加 雪乃（ほしか ゆきの、1900年6月18日‐没年不明）は、大正時代から昭和時代に大阪で活躍した女性日本画家。

## 略歴
北野恒富の門人。姓は星加または星賀、本名は操子（ミサヲ）。1900年6月18日に大阪市此花区上福島町に生まれた。永松春洋の門下の画家、星野鴨東の長女。兵庫県に住んだ。恒富が1914年に結成した画塾「白耀社」において活躍しており、同門の別役月乃、城田花乃、四夷星乃とともに恒富門下の「雪月花星」といわれている。1921年の第3回帝展に出品した「お伽噺」が入選を果たした。

## 作品
- 「舞妓」 ※大正
- 「お伽噺」 第3回帝展出品  ※1921年
- 「初夏」 紙本着色  大阪中之島美術館所蔵  ※1940年